# 陶方琦
陶方琦（1845年—1884年），譜名孝邈，字子珍、子縝、紫珍，號蘭當、潠廬，浙江省紹興府會稽縣（今浙江省紹興市）人，清朝官員、學者。

## 生平
光緒二年（1876年）丙子恩科進士，改翰林院庶吉士，散館授編修。光緒五年，擔任湖南學政，后卒於京邸。善於文作。工書畫，善繪蘭、竹。